# Claude Kahn
Claude Kahn (ur. 9 listopada 1935 w Marsylii, zm. 17 listopada 2023 w Golfe-Juan) – francuski pianista klasyczny. Znany z interpretacji muzyki romantycznej, a dokładniej muzyki Chopina, ale także muzyki francuskiej (Debussy, Fauré, Ravel) jako solista lub z towarzyszeniem wielkich orkiestr świata.

## Biografia
Urodzony w Marsylii Kahn zaczął grać na fortepianie w wieku czterech lat, następnie przez ponad 10 lat był uczniem Marguerite Long. Jego innymi nauczycielami byli Yves Nat i Nadia Boulanger. W 1956 roku, mając zaledwie 15 lat, otrzymał jednogłośnie nagrodę jury na Konkursie im. Ferenca Liszta w Budapeszcie za najlepszą interpretację La Campanella, a także Grand Prix Casella w Neapolu, Grand Prix de l'École Française de Musique, Medal Konkursu w Genewie.
Kahn wydał ponad dwadzieścia płyt poświęconych Chopinowi, swojemu ulubionemu kompozytorowi, ale także Bachowi, Mozartowi, Beethovenowi, Schubertowi, Lisztowi, Schumannowi, Brahmsowi, Czajkowskiemu, Rachmaninowowi, Fauré, Ravelowi, Debussy’emu i innym.
W 1970 r. stworzył Konkurs Pianistyczny Claude’a Kahna, który w 1980 roku stał się Międzynarodowym, a w 1990 roku europejskim. Finały i koncert zwycięzców tradycyjnie odbywają się w Salle Gaveau w Paryżu. Wśród zwycięzców są Bernard d'Ascoli, Laure Favre-Kahn, Jean-Frédéric Neuburger, Delphine Bardin, François Weigel i Alexandre Tharaud.
Claude Kahn zmarł 17 listopada 2023 r. w wieku 88 lat.